# هانکنسبوتل
هانکنسبوتل (به آلمانی: Hankensbüttel) یک شهر در آلمان است که در گیفهورن واقع شده‌است. هانکنسبوتل ۴٬۴۱۶ نفر جمعیت دارد.